# Karabin maszynowy wz. 37
Lekki lotniczy karabin maszynowy wz. 37. Znany również jako „Szczeniak” – polski lotniczy karabin maszynowy przeznaczony do montażu na stanowiskach ruchomych.

## Historia
W 1935 pracujący w Państwowej Fabryce Karabinów w Warszawie inż. Wawrzyniec Lewandowski rozpoczął prace nad nowym lotniczym karabinem maszynowym obserwatora (tzn. przeznaczonym do montażu na stanowiskach ruchomych). Nowa broń miała być wyspecjalizowaną, lotniczą wersją rkm-u Browning wz. 28 produkowanego w PWK od 1930 roku.
Przystosowanie do nowych zadań spowodowało znaczną przebudowę rkm-u wz. 28. Prawie dwukrotne zwiększenie szybkostrzelności teoretycznej wymusiło zmianę zasilania broni (ponieważ 20-nabojowy magazynek Browninga wz. 28 zostałby, przy szybkostrzelności 1100 strz./min, wystrzelany w niecałą sekundę). Dlatego nowy karabin maszynowy wyposażono w 91-nabojowy magazynek talerzowy. Ponieważ był on mocowany na wierzchu komory zamkowej, konieczne było przekonstruowanie zamka. Ponieważ lotniczy karabin maszynowy miał mieć tylec z chwytem pistoletowym, mechanizm powrotny przeniesiono z kolby do wnętrza suwadła.
W 1937 roku broń została przyjęta do uzbrojenia jako lekki lotniczy karabin maszynowy wz. 37. Nowy karabin maszynowy ze względu na masę mniejszą o prawie 40% od używanego powszechnie w lotnictwie karabinu maszynowego Vickers F był często nazywany szczeniakiem.
We wrześniu 1939 roku na samolotach LWS-3 Mewa, PZL.37 Łoś zainstalowane było 339 karabinów maszynowych wz. 37. Karabiny maszynowe tego typu były zainstalowane także na prototypie samolotu PZL.46 Sum.

## Opis konstrukcji
Lekki lotniczy karabin maszynowy wz. 37 był bronią samoczynną. Zasada działania oparta na pobraniu gazów prochowych przez boczny otwór w lufie, ryglowanie ryglem wahliwym. Strzelanie tylko seriami z zamka otwartego. Zasilanie magazynkowe, z magazynków talerzowych o pojemności 91 naboi. Lufa ciężka, niewymienna. Mechaniczne, lotnicze przyrządy celownicze FK wz. 38.